# 巴巴克·胡拉姆丁
巴巴克·胡拉姆丁（波斯語：بابک خرمدین，拉丁转写：Bābak Khorramdin；795年（一说是798年）- 838年1月7日），波斯人，是位重要的伊朗革命领袖，曾引导当地人与阿拔斯王朝进行斗争。他被认为是阿塞拜疆的民族英雄之一。